# Mysmenopsis archeri
Mysmenopsis archeri là một loài nhện trong họ Mysmenidae.
Loài này thuộc chi Mysmenopsis. Mysmenopsis archeri được Norman I. Platnick & Mohammad U. Shadab miêu tả năm 1978.